# Shakti
Shakti är inom hinduismen ett begrepp som står för den skapande gudomliga gnistan och energin, och även för den gudinna som representerar denna kraft. "Gudinnan Shakti" är en personifiering av den gudomliga kraft som fördelas i varje manlig guds shakti eller hustru, och hon är i sin tur en del av den enda gudinnan Devi.
Inom shaktismen är "Shakti" namnet på en manlig guds maka eller kvinnlig aspekt. Varje manlig gud ses som aspekter av en enda gud, Deva, och varje gudinna ses som aspekter av en enda gudinna, Devi. Varje manlig gud måste ha en kvinnlig motpart eller shakti för att kunna utöva sin makt eftersom den gudomliga makten till sin natur anses vara kvinnlig, och varje manlig gud därför får sin kraft (shakti) från sin kvinnliga motpart, maka eller aspekt. De manliga gudarnas kvinnlig motparter eller shaktis brukar sammanfattas under gruppnamnet Matrikas.  
Den shakti som är mest associerad med gudinnan Shakti är Shivas maka Kali. Shiva ses som den som vänder världen ryggen, medan Kali är "den stora gudsmodern", en titel som ofta ges Shakti. 
Shakti associeras också starkt med Adi Parashakti, som är Devis namn i egenskap av shaktismens högsta gudom. 